# Valdemar Bjørn Vangså
Valdemar Bjørn Vangså, pseud. "valde" (ur. 12 czerwca 1995) – duński profesjonalny gracz Counter-Strike: Global Offensive, będący riflerem dla organizacji TSM. Były reprezentant takich drużyn jak Team Singularity, Team X, Copenhagen Wolves, Heroic, North, OG czy ENCE. 20. najlepszy gracz CS:GO 2018 roku.

## Życiorys
Kariera Valdemara zaczęła się 29 lutego 2016 roku, kiedy dołączył do PRIES, lecz po słabych wynikach postanowili rozwiązać drużynę. 23 maja 2016 valde dołączył do Copenhagen Wolves, jednak 2 tygodnie później organizacja rozwiązała skład i zaprzestała działania. 19 czerwca 2016 valde oraz gla1ve zagrali z SK Gaming na DreamHack Summer 2016, za Pimpa i Magiskb0Y'a. 3 dni później skład SK Gaming opuścił organizacje i w ten dzień postanowili, że gla1ve i valde dołączą do ich składu. Zespół ten nazwano Semper Fi. 30 czerwca 2016 roku Semper Fi zostało przemianowane na Team X, a 2 miesiące później skład Team X stworzył organizację o nazwie Heroic. 18 lipca 2017 valde oficjalnie opuszcza szeregi Heroic, a miesiąc później, 21 sierpnia dołączył do North. 29 lipca 2019 Valdemar wraz z North dostał się na turniej StarLadder Major Berlin, gdzie zajęli 12/14 miejsce. 2 grudnia 2019 valde został sprzedany do OG. Gra pod barwami tej organizacji do dziś.

## Wyróżnienia indywidualne
- Został uznany najlepszym graczem turnieju DreamHack Open Valencia 2018[6].
- Został wybrany 20 najlepszym graczem 2018 roku według serwisu HLTV[7].

## Osiągnięcia[8][9]
- 5/6 miejsce – DreamHack Open Summer 2016
- 2 miejsce – Uprise Champions Cup Season 4
- 2 miejsce – Pro Gamer League 2016 – Summer
- 1 miejsce – Operation: Kinguin #3
- 1 miejsce – Power-LAN 2016
- 3 miejsce – Northern Arena 2016 – Toronto
- 3/4 miejsce – The World Championships 2016
- 2 miejsce – League of Sharks CS:GO Championship
- 3/4 miejsce – Northern Arena 2016 – Montreal
- 1 miejsce – International Gaming League 2016 – Grand Finals
- 5/6 miejsce – Esports Championship Series Season 2 – Finals
- 3/4 miejsce – DreamHack Open Leipzig 2017
- 3/4 miejsce – Intel Extreme Masters XI – World Championship
- 3/4 miejsce – DreamHack Open Austin 2017
- 2 miejsce – DreamHack Masters Malmö 2017
- 1 miejsce – DreamHack Open Montreal 2017
- 3/4 miejsce – ELEAGUE CS:GO Premier 2017
- 4 miejsce – BLAST Pro Series: Copenhagen 2017
- 3/4 miejsce – Copenhagen Games 2018
- 2 miejsce – Bets.net Masters: Season 1
- 1 miejsce – DreamHack Open Tours 2018
- 3/4 miejsce – StarSeries & i-League CS:GO Season 5
- 3/4 miejsce – DreamHack Open Summer 2018
- 1 miejsce – DreamHack Open Valencia 2018
- 1 miejsce – DreamHack Masters Stockholm 2018
- 3/4 miejsce – Esports Championship Series Season 6 – Finals
- 3 miejsce – Europe Minor Championship – Katowice 2019
- 1 miejsce – GG.Bet Ice Challenge 2019
- 3/4 miejsce – Esports Championship Series Season 7 – Finals
- 3 miejsce – Europe Minor Championship – Berlin 2019
- 12/14 miejsce – StarLadder Berlin Major 2019
- 3/4 miejsce – cs_summit 5